# Ignacio Rivas
Ignacio Rivas (Paysandú, Provincia Oriental del Río de la Plata, 31 de julio de 1827 - Buenos Aires, República Argentina, 8 de abril de 1880) era un militar argentino de origen oriental-rioplatense, que inició su carrera en el Estado Oriental del Uruguay y posteriormente luchó a favor de la Confederación Argentina en donde participó en las guerras civiles, en la guerra del Paraguay y secundó a Bartolomé Mitre en la revolución de 1874 pero al ser apresado fue dado de baja y luego de indultado, fue reincorporado al Ejército Argentino en 1877.

## Origen familiar y primeros años
Ignacio Rivas había nacido el 31 de julio de  1827 en la localidad oriental de Paysandú que entonces hacía dos años que se había reincorporado a las Provincias Unidas del Río de la Plata, luego de separarse del Imperio del Brasil, siendo hijo del hacendado hispano-andaluz Andrés Rivas (n. ca. 1781 - Tacuarembó, Estado Oriental del Uruguay, ca. 1857) y de su segunda esposa luso-brasileña Ignacia Graces (n. Capitanía de Río Grande de San Pedro, ca. 1800 - Salto, Uruguay, ca. 1880). 
Tenía cuatro hermanos, la mayor era una media hermana paterna llamada Andrea Rivas (n. ca. 1820 - f. 1895) que se casó con Rafael Bosch y con quien tendría descendencia, la que le seguía era una hermana entera cuyo nombre era Doraliza Rivas Graces (Paysandú, ca. 1826 - Buenos Aires, República Argentina, 20 de diciembre de 1908) que se casó en 1842 con el entonces teniente de infantería Estanislao Panelo y Pérez de Saravia, alcalde de Concordia en 1849, y los menores eran el hacendado argentino-uruguayo Andrés Rivas y Narcisa Rivas Graces.

## En el Uruguay y en Caseros
Rivas se enroló como cadete en la defensa de Montevideo contra el sitio de Manuel Oribe, durante la “Guerra Grande”, y se hizo amigo de Mitre. Participó en la batalla de Caseros y en la lucha contra los federales de Buenos Aires, en 1852 y 1853.
Prestó servicios en la frontera con la Confederación Argentina, y secundó a Manuel Hornos en la batalla de El Tala del 8 de noviembre de 1854, repeliendo la invasión de Hilario Lagos.

## La frontera indígena
En el año 1855 fue enviado a la frontera sur con los amerindios, con sede en Azul. Meses después emplazó en la margen occidental del arroyo Tapalquén (cerca de lo que hoy es la casa del bicentenario de Olavarría un campamento llamado "Tapalqué Nuevo". Poco tiempo después, ese campamento se vio frustrado debido a las cercanas derrotas de Bartolomé Mitre en la Batalla de Sierra Chica y de Manuel Hornos en la Batalla de San Jacinto. La zona no sería poblada por el hombre cristiano sino hasta poco antes de la fundación oficial del pueblo de Olavarría, a fines de noviembre del años 1867.
Participó en la batalla de Tapalqué, en que junto a Hornos repelieron el ataque de Calfucurá. 
Meses después, en 1856, reprimió el alzamiento de los legionarios italianos de la Legión Agrícola Militar de Bahía Blanca, integrando una comisión interventora, junto a los tenientes coroneles José Murature y Juan Susviela, teniendo como objetivo dominar el estado de subversión en que se encontraba la misma, luego del asesinato de su comandante, el coronel Silvino Olivieri.

## Batallas de Cepeda y de Pavón
En 1858 fue ascendido a coronel y nombrado comandante de la frontera sur. Peleó en la batalla de Cepeda (1859) como jefe de un regimiento de caballería. Regresó al fuerte Cruz de Guerra, donde repelió un ataque de indios de Calfucurá, que ayudando a los federales en su intento de controlar el sur de la provincia avanzaron hasta el arroyo Chico que cruza la estancia San Juan, donde fueron finalmente rechazados.
En 1861 luchó también en la batalla de Pavón. Semanas después fue puesto al mando de una división de 2000 hombres que debía invadir las provincias de Cuyo, de la cual era segundo jefe el “coronel” Domingo Faustino Sarmiento. Puso a este como gobernador de San Juan, a Luis Molina en Mendoza y a Justo Daract en San Luis. En ningún caso organizó elecciones.
Participó en las campañas contra el “Chacho” Peñaloza, que convulsionó a siete provincias contra los invasores porteños. Persiguió a los montoneros por toda La Rioja y San Luis, y lo venció en las batallas de Las Mulitas y Los Gigantes. Pero convenció a Mitre de que debía llegarse a un acuerdo con Peñaloza, porque era la única garantía real de paz. Por ello firmó con él el tratado de La Banderita, por el que se negoció la sumisión del Chacho y de sus hombres, a cambio de una amnistía para todos los montoneros. Terminada la firma de los tratados, el Chacho entregó los oficiales prisioneros que tenía en su poder, y a cambio no recibió nada: todos los oficiales presos habían sido fusilados.

## La Guerra del Paraguay
Regresó a Azul y peleó algunos combates contra los indios. En abril de 1865 se incorporó a la división de Wenceslao Paunero, marchando a la Guerra del Paraguay. Peleó en el asalto a Corrientes, en Yatay, Estero Bellaco y Tuyutí. Fue el jefe del primer regimiento que inició el heroico asalto a Curupaytí, donde los aliados tuvieron seis mil bajas y los defensores menos de setenta. Fue herido de gravedad, pero incluso así siguió combatiendo; Mitre lo ascendió a general.
Tras un tiempo de recuperación en Buenos Aires, dirigió una campaña a través del Chaco para tomar por la espalda la fortaleza de Humaitá pero fracasó. Participó también en las campañas finales de esa guerra, que permitieron tomar Asunción, luchando en la batalla de Lomas Valentinas.

## Contra López Jordán y los mapuches
Regresó a Buenos Aires en 1869 y fue nombrado comandante de las secciones de fronteras del sur de la provincia de Buenos Aires.
A mediados de 1870 pasó a Entre Ríos, a aplastar la sublevación del último caudillo federal, Ricardo López Jordán, como jefe de los departamentos de la costa del río Uruguay. El 12 de octubre de ese año lo derrotó en la batalla de Santa Rosa y, poco después, con la ayuda del general Gelly, lo venció nuevamente en batalla de Don Cristóbal.
En marzo de 1872, el gran cacique Calfucurá dirigió una gran entrada de indios en territorio cristiano, como otras veces. Pero, por una vez, cometió el terrible error de enfrentar en campo abierto y en batalla general a las fuerzas que salían a perseguirlo. El general Rivas lo derrotó completamente en la batalla de San Carlos de Bolívar, cerca de San Carlos de Bolívar. Fue la peor derrota de los amerindios en mucho tiempo, e inició la retirada final de estos desus territorios, que desde entonces fueron controlado efectivamente por el gobierno con sede en Buenos Aires, por entonces y hasta 1880 capital de la provincia homónima.
Pocas semanas más tarde moría Calfucurá, y Rivas aprovechó para hacer una campaña dentro del territorio indígena, capturando Atreucó, uno de los principales campamentos de Calfucurá.

## La revolución de 1874 y sus consecuencias
En 1874 fue uno de los gestores de la revolución de los partidarios de Mitre contra el presidente Nicolás Avellaneda. Este había ganado con ayuda del fraude, de la misma forma que Mitre lo había utilizado a su favor. Pero Mitre creyó que había alguna diferencia entre su fraude y el de los demás, y se lanzó a la revolución.
Rivas organizó las fuerzas en el interior de la provincia de Buenos Aires, y luego se puso a órdenes de Mitre. Pero si bien lograron reunir importantes contingentes, no obtuvieron ninguna victoria importante. Por orden de Mitre, se dirigieron hacia el norte de la provincia, pero en su camino encontraron al coronel José Inocencio Arias atrincherado en la estancia La Verde; atacaron las excelentes posiciones de este y fueron completamente derrotados el 26 de noviembre.
Una semana más tarde, se rindieron y firmó el tratado de paz de Junín. Fue llevado preso a Buenos Aires, y se pidió para él la pena de muerte. Tras unos meses de prisión fue dado de baja e indultado por Avellaneda.

## Últimos años
Fue reincorporado al ejército en 1877, pero no se le dio mando de tropas, ya que lo consideraban peligroso. Por eso no participó en la campaña del desierto del general Roca.
Finalmente el general Ignacio Rivas fallecería el 8 de abril de 1880 en la ciudad de Buenos Aires, capital de la provincia homónima y de la República Argentina.

## Matrimonio y descendencia
El entonces teniente coronel Ignacio Rivas Graces se había unido en matrimonio el 8 de junio de 1857 en la ciudad de Buenos Aires con Martina Juliana Rebución (n. e/ enero y junio de 1837) y con quien tuvo cinco hijos:
- Félix Rivas (n. Azul, Estado de Buenos Aires, 1860).
- Martina Rivas (n. ca. 1866).
- Carlos Rivas (Azul, provincia de Buenos Aires, 13 de diciembre de 1872 - Buenos Aires, 14 de diciembre de 1926) que se casó el 2 de diciembre de 1919 en la iglesia Nuestra Señora de Balvanera de Buenos Aires con Elisa Cerana Paz (n. ca. 1879 - f. 1960) y con quien tuvo seis hijos: Carlos Ignacio, Elisa, Ignacio Andrés, María Salomé, Félix Ignacio y César Ignacio Rivas.
- Raúl Rivas (n. ca. 1875).
- César Rivas (n. 1877) que se matrimonió el 14 de octubre de 1914 en la basílica de Nuestra Señora de la Piedad de Buenos Aires con Anunciación Quintana (n. 1887) y quienes concibieron dos hijas: Julia Sofía (n. Buenos Aires, 20 de febrero de 1905) y Martina Rivas (n. 22 de marzo de 1908).